# Alrø Kirke
Alrø Kirke är en kyrka som ligger på Alrø i Alrø Sogn i Odder kommun, Hads Herred, som var det tidigare Aarhus Amt.

## Kyrkobyggnaden
Kyrkan uppfördes på 1300-talet i granit och tegel. Vapenhuset i gotisk stil uppfördes möjligen efter reformationen.

## Inventarier
- Dopfunten i granit är från den romanska tiden och är skulpterad med figurer föreställande människor och flygande fåglar.
- Altartavlan är från 1625.
- Predikstolen är av nyare datum.